# Comacupes intermedius
Comacupes intermedius là một loài bọ cánh cứng trong họ Passalidae. Loài này được Dibb miêu tả khoa học năm 1937.